# Трачани у Источном римском царству
На простору северног Балкана који је почев од краја 1. века под римском влашћу, Трачани су представљали аутохтону популацију. Насељавали су просторе између планине Балкан и доњег тока Дунава (Истар), граничећи се са Илирима на западу и с Дачанима на североистоку. Делили су се на многобројна племена, од којих су Беси (или барем њихово име) опстали до позног Римског царства. Пошто су потпали под Римљане, Трачани су као и остали покорени народи били захваћени процесом романизације, а делимице и хеленизације. Међутим, у руралним крајевима становништво је задржало свој језик (који се још у 6. веку звао језиком Бесâ), а до 5. века и стару религију. Током 4. и 5. века станиште Трачана нашло се на удару разних варварских народа. Неки од тих народа произведени су у федерате, те им је као таквима дато одобрење да се населе овде. Мешањем аутохтоног становништва с Германима, Аланима, Сарматима и осталим придошлицама, етничка слика ових предела постала је још сложенија. Трачани су активно учествовали у политичком животу током 5-6. века. Теофан експлицитно назива цареве Лава I, Јустина II и Тиберија II Трачанима по пореклу. Као етноним, термин Трачанин (неретко везиван и за Илире) коришћен је у византијским изворима до почетка 7. века, а доцније се свео на архаизам. Међутим, опстао је у административној номенклатури у виду назива двеју управних јединица: провинције Тракије и тракезијске теме, прозване по трупама досељеним из Тракије.